# LIVE 1992 Nouvelle Vague
『LIVE 1992 Nouvelle Vague』（ライヴ 1992 ヌーヴェル ヴァーグ）は、松田聖子のライブ・ビデオ。1992年10月1日発売。発売元はSony Records。

## 解説
同年6月～7月に行われたコンサート・ツアーの模様を収録したライブ・ビデオ。
同年発売の初セルフプロデュース・アルバム『1992 Nouvelle Vague』からの楽曲を中心に披露。後に『Sweet Memories'93』に収録された「Wanna Know How」はこのコンサートツアーで初披露された。
2024年9月4日には新たにカラーグレーディングを施しBlu-ray Discで再発売される。Blu-ray版では人工知能を用いてボケ感を精細に見せる処理やカラーノイズや粒子の除去、音源のリマスタリングなども行われている。

## 収録曲
1. 1992 ヌーベルヴァーグ
2. I Want You So Bad!
3. Wanna Know How
4. You Wanna Know My Name?
5. Shinin' Shinin'
6. Baby Baby
7. マイアミ午前5時
8. Believe In Love
9. 永遠の島
10. Fight and Believe
11. ガラスの林檎
12. 抱いて…
13. きっと、また逢える…
14. あなたのすべてになりたい
15. Overture～Who's That Boy
16. 青い珊瑚礁
17. 天国のキッス
18. 時間の国のアリス
19. 天使のウィンク
20. 赤いスイートピー
21. Rock'n Rouge
22. 夏の扉
23. SWEET MEMORIES